# Wólka Domaniowska
Wólka Domaniowska (prononciation : [ˈvulka dɔmaˈɲɔfska]) est un village polonais de la gmina de Przytyk dans le powiat de Radom de la voïvodie de Mazovie dans le centre-est de la Pologne.
Il se situe à environ 6 kilomètres au sud-ouest de Przytyk (siège de la gmina), 23 kilomètres à l'ouest de Radom (siège de le powiat) et à 88 kilomètres au sud de Varsovie (capitale de la Pologne).

## Histoire
De 1975 à 1998, le village appartenait administrativement à la voïvodie de Radom.